# BL 4.5 inch Medium Field Gun
Il BL 4.5 inch Medium Gun era un cannone britannico impiegato dall'artiglieria da campagna durante la seconda guerra mondiale.

## Storia

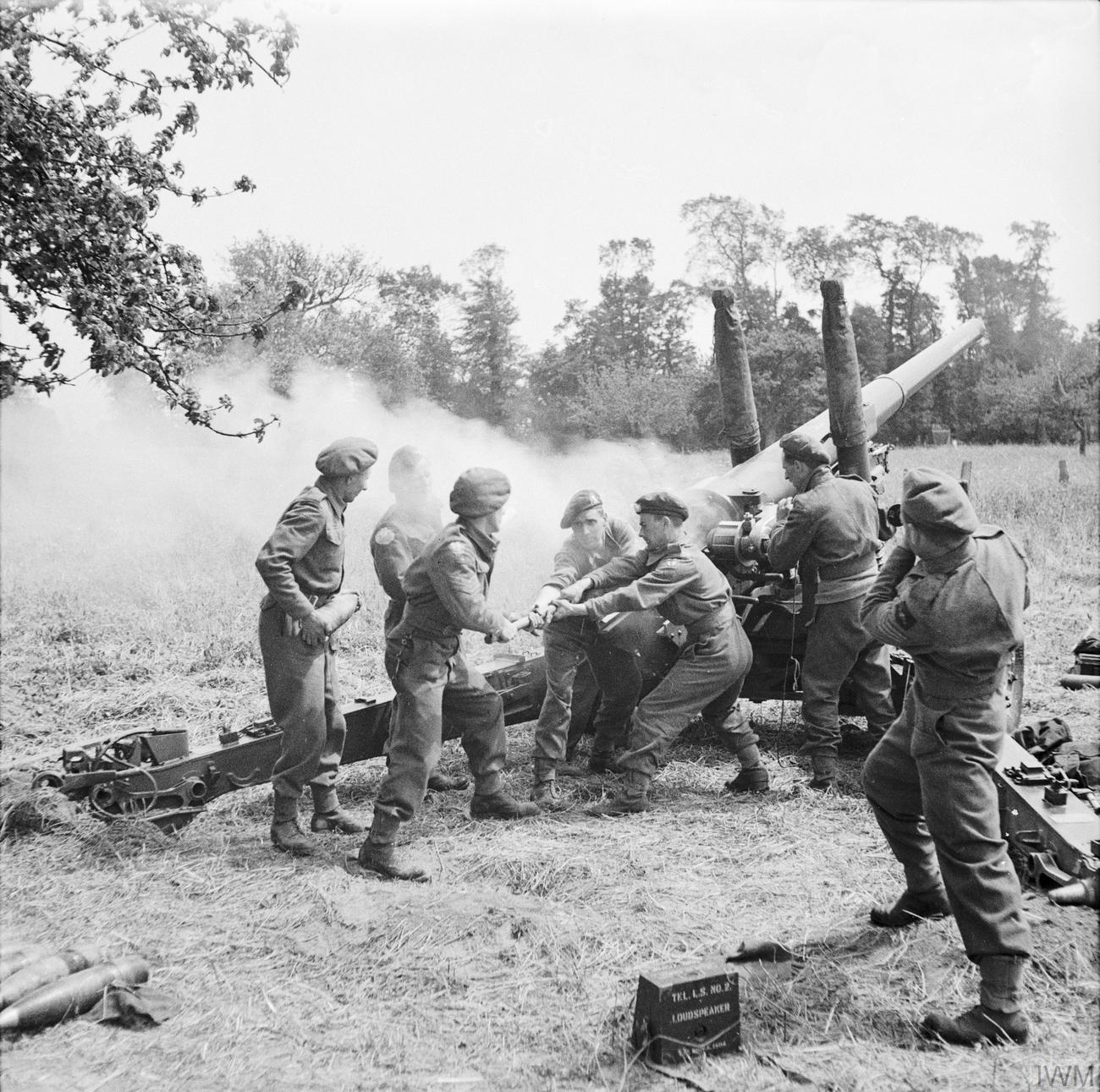
Un QL 4.5 inch inglese in Normandia, 1944.

Il cannone BL 4.5 inch venne concepito come rimpiazzo per l'Ordnance BL 60 lb. Era un cannone a lunga gittata progettato per il fuoco di controbatteria, ruolo nel quale fu impiegato durante la seconda guerra mondiale. Equipaggiò una buona parte dei reggimenti medi, inclusi metà di quelli canadesi.
Il Mk 1 fu progettato per essere incavalcato sullo stesso affusto del BL 60 lb. Il Mk 2 invece utilizzava un nuovo affusto, in comune con il BL 5.5 inch che stava rimpiazzando l'obice da 6 pollici. Nonostante alcune leggere differenze, la gittata delle due versioni era identica.
Il Mk 1 fu la prima versione ad essere consegnata nel 1938 ed equipaggiò uno o due reggimenti della British Expeditionary Force. Furono assegnati in seguito anche ad un reggimento impegnato nella campagna del Nordafrica ed alcuni andarono persi in Grecia. Spesso il 4.5 inch Mk 1 viene confuso con il pezzo da 60 libbre. Entrambi i Mk erano normalmente trainati dal trattore d'artiglieria medio AEC Matador.
Le consegne del Mk 2 iniziarono invece nel 1941 ed il pezzo servì in Nordafrica, in Italia e sul fronte occidentale. Nel 1945 venne ritirato dal servizio di prima linea e relegato alle unità addestrative, per essere infine radiato nel 1959.
Il cannone 4.5 inch M1 americano usava lo stesso modello di proietto britannico Mk 1D. Questo venne scelto per la sua bassa carica di HE (1,76 kg di esplosivo su 25 kg di granata), ma che determinava grossi frammenti, adatti per il tiro di controbatteria. Oltre alla granata HE, l'unico altro tipo di proietto disponibile era quello illuminante usato per marcare i bersagli a favore degli attacchi aerei. Erano disponibili tre cariche di lancio.
La cadenza di tiro massima era di 2 colpi al mintuo, che si riducevano ad uno per minuto.